# Korsholm, Kimitoön
För andra betydelser, se Korsholm (olika betydelser).
Korsholm är en halvö i Finland.   Den ligger i landskapet Egentliga Finland, i den södra delen av landet, 140 km väster om huvudstaden Helsingfors.